# کارلوس ویوس
کارلوس ویوس (انگلیسی: Carlos Vives؛ زادهٔ ۷ اوت ۱۹۶۱) خواننده-ترانه‌پرداز، نوازنده پیانو، و خواننده اهل کلمبیا است. وی از سال ۱۹۷۸ میلادی تاکنون مشغول فعالیت بوده‌است.
از فیلم‌ها یا برنامه‌های تلویزیونی که وی در آن نقش داشته‌است می‌توان به استراتژی حلزون اشاره کرد.